# Жарнівка (річка)
Жарнівка, Жорнівка (пол. Żarnówka) — річка в Україні, що протікає у межах Хмельницького району Хмельницької області. Права притока Вовка, (басейн Чорного моря).

## Опис
Довжина річки приблизно 7,38 км, найкоротша відстань між витоком і гирлом — 7,24  км, коефіцієнт звивистості річки — 1,02 . Формується багатьма безіменними струмками. Частково каналізована.

## Розташування
Бере початок на північно-східній околиці села Грушківці (колишнє село Війтівці). Тече переважно на північний захід і у місті Летичів впадає у річку Вовк, праву притоку Південного Бугу.
Населені пункти вздовж берегової смуги: Білецьке, Бохни.

## Цікавий факт
- У південно-східній частині міста Летичів річку перетинає автошлях Т 2318.